# Spathiphyllum friedrichsthalii
Spathiphyllum friedrichsthalii är en kallaväxtart som beskrevs av Heinrich Wilhelm Schott. Spathiphyllum friedrichsthalii ingår i släktet Spathiphyllum och familjen kallaväxter. Inga underarter finns listade.